# Mercedes-Benz W206
La Mercedes-Benz W206 è la quinta generazione della Mercedes-Benz Classe C, un'autovettura prodotta dalla casa automobilistica tedesca Mercedes-Benz a partire dal 2021 con consegne a partire dal mese di giugno. Il modello è fabbricato anche nella versione familiare, identificata con la sigla S206.

## Descrizione

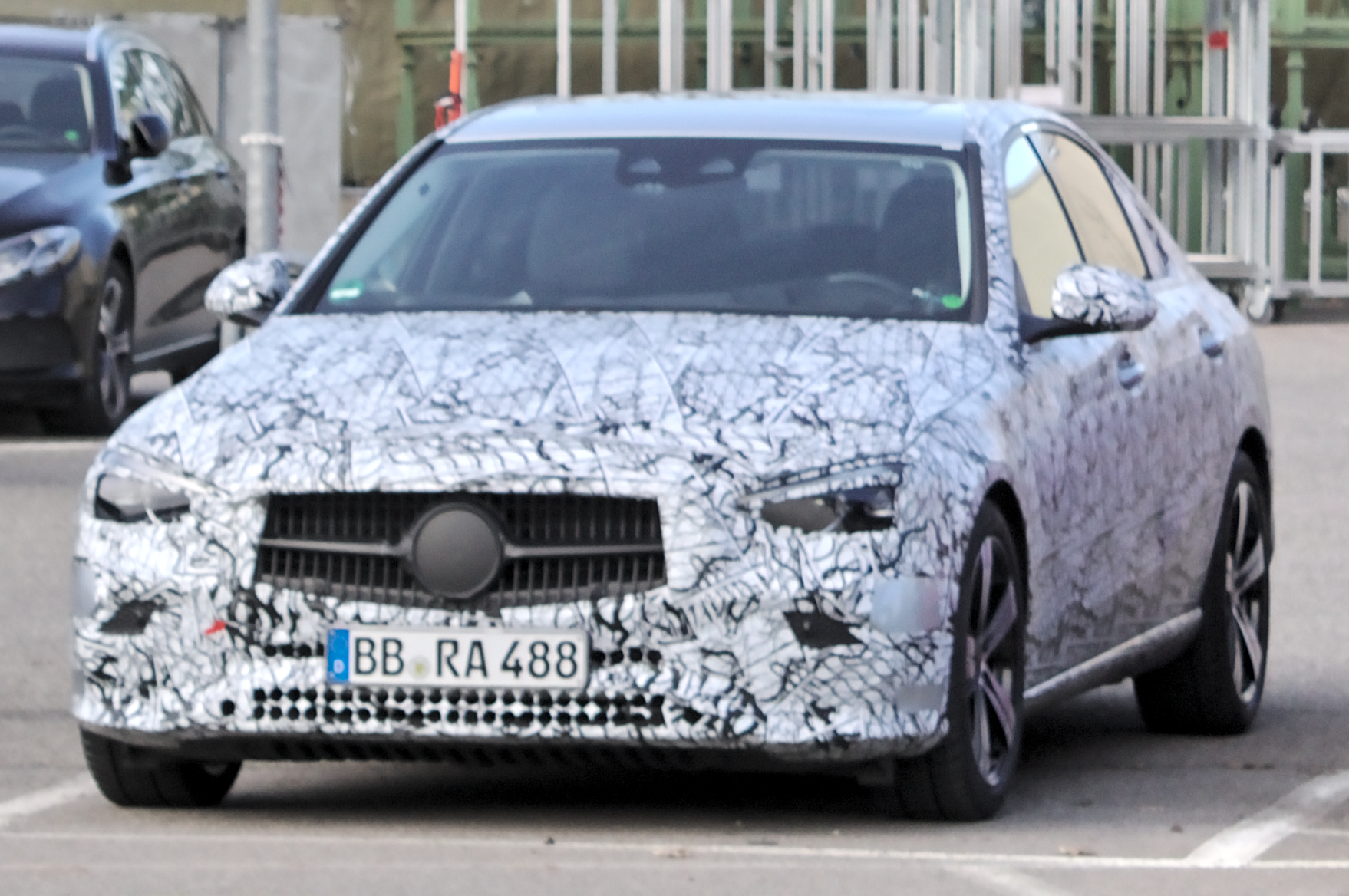
Muletto in fase di test a novembre 2020

Presentata in anteprima mondiale il 23 febbraio 2021, come le più grandi Classe E e Classe S la W206 si basa sul pianale modulare a trazione posteriore Mercedes MRA II nella versione più corta.
Oltre alla berlina quattro porte tre volumi e alla station wagon, saranno derivate delle varianti coupé e cabriolet, che andranno a sostituire le Classe C e Classe E coupé/cabriolet, ma saranno versioni a sé stanti con una nuova denominazione: Mercedes-Benz CLE.

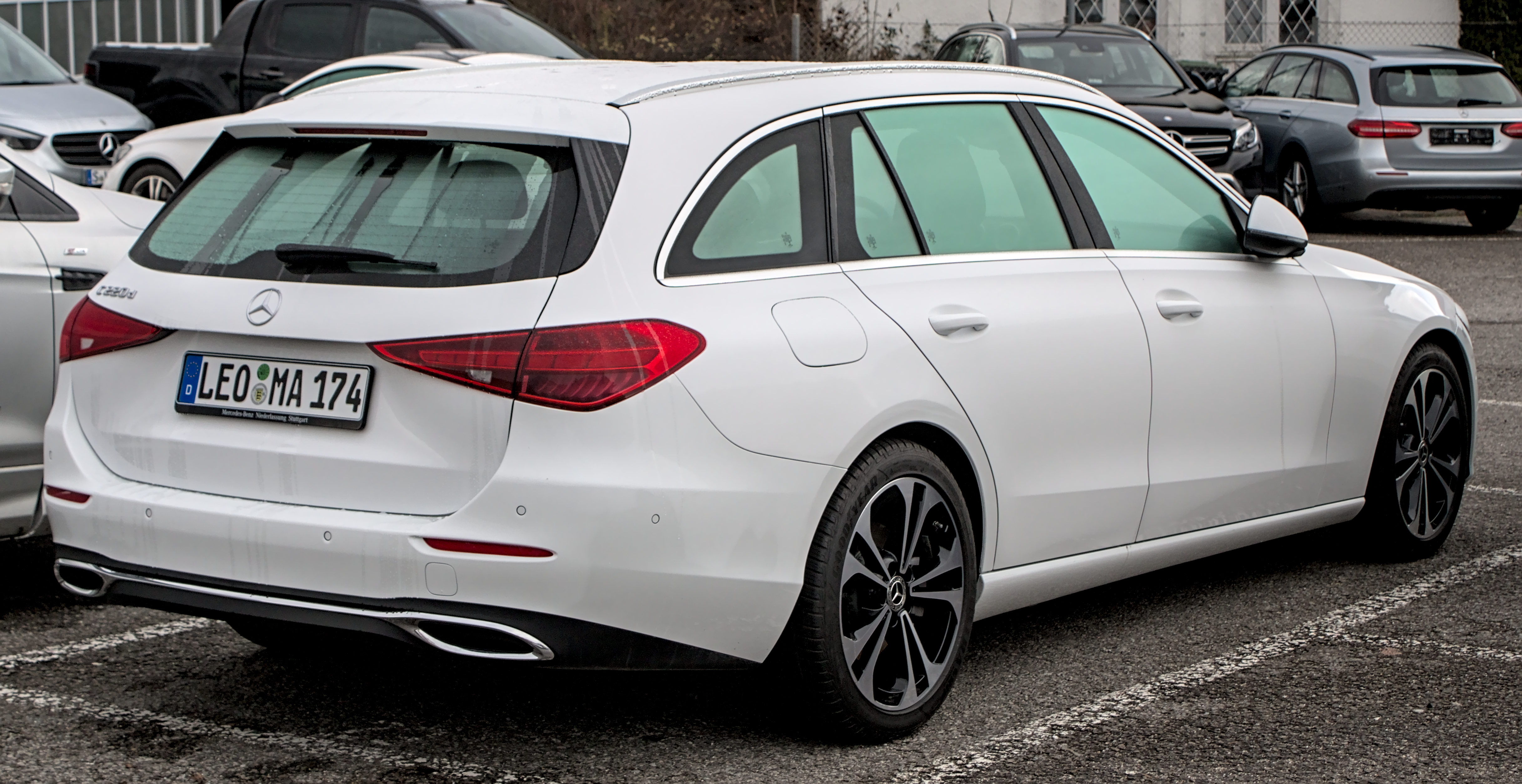
S206 SW

Rispetto al modello che va a sostituire, al lancio ci sono solo motorizzazioni a 4 cilindri. Tutti i motori a combustione interna a 4 cilindri sono dotati di un sistema ibrido leggero composto da un moto-generatore con avviamento integrato da 15 kW e di una rete elettrica a 48 volt. Il passo è di 2865 millimetri, 25 millimetri in più della generazione precedente.
Come optional è disponibile l'asse posteriore sterzante con angolo di sterzata di 2,5 gradi: con questo sistema il raggio di sterzata si riduce di 0,4 m.

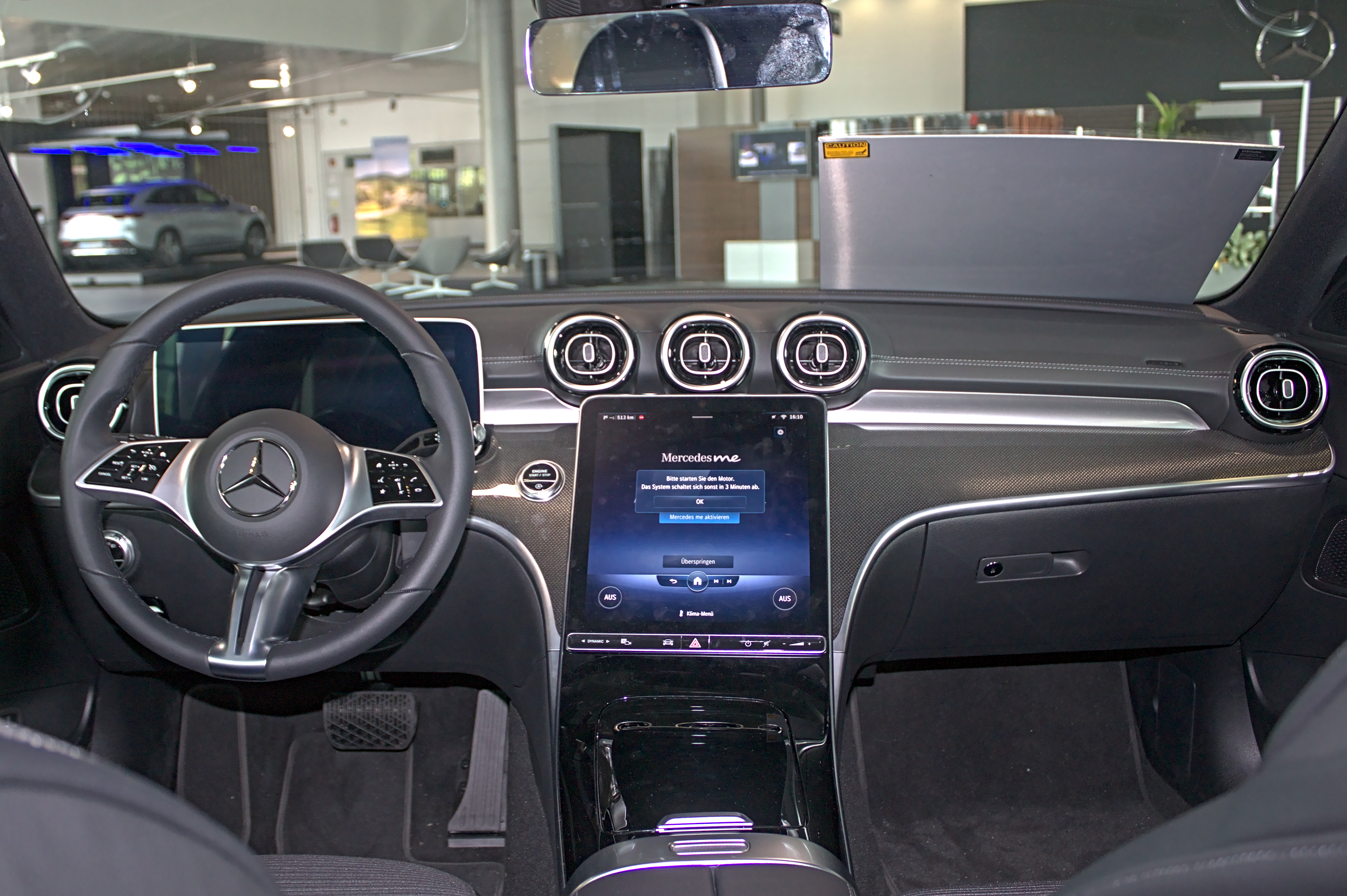
Interni

Il design degli esterni si rifà alla coeva Classe E, mentre gli interni sono derivati da quelli della Classe S. Dalla Classe S riprende il sistema MBUX di seconda generazione dotato di due display, uno che funge da quadro strumenti dietro il volante e un secondo posto nella parte inferiore della console centrale. Dalla ammiraglia porta in dote anche i fari dotati di una tecnologia che permette di proiettare simboli e indirizzare in maniera dinamica il fascio luminoso, attraverso una serie di piccoli specchi posti nei pressi dei LED dei fanali anteriori.

## Motorizzazioni

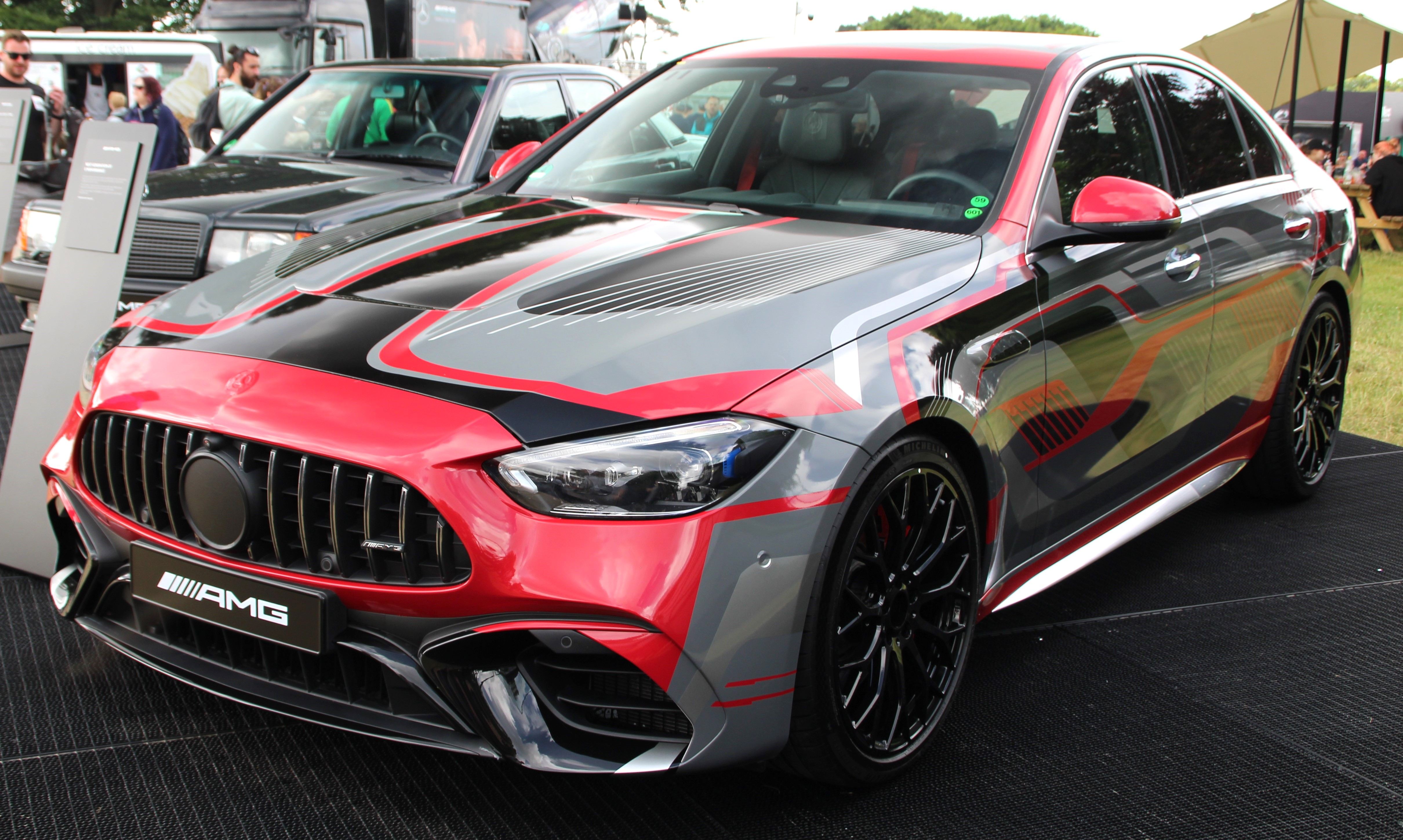
Mercedes-AMG C63

La gamma parte dal motore a benzina della C 180, un 1,5 litri 4 cilindri in linea da 125 kW (170 CV); come ulteriore step di potenza c'è la C 200 dotato dello stesso motore, ma con 150 kW (204 CV). Al vertice c'è la C 300, dotata di un 2,0 litri da 190 kW (258 CV), che può erogare ulteriori 36 CV per un massimo di 30 secondi in overboost.
I motori diesel sono dotati del medesimo 2,0 litri quattro cilindri in linea nei livelli di potenza 120 kW (163 CV, C 200 d), 147 kW (200 CV, C 220 d) e 195 kW (265 CV, C 300 d). Il motore rispetto alla W205 presenta delle novità tecniche, come un nuovo albero motore che fa aumentare sia la corsa a 94,3 millimetri che la cilindrata totale a 1992 cm³ (prima era 92,3 millimetri e 1950 cm³) e di un sistema d'alimentazione biturbo con entrambe le turbine a geometria variabile raffreddate ad acqua. Sul fronte dei propulsori ibridi plug-in, ci sono sia per i motori a benzina sia per i diesel. I modelli ibridi plug-in hanno un'autonomia in modalità solo elettrica di circa 100 chilometri.